# North End (stanice metra v Londýně)
North End (běžně označovaná jako Bull and Bush) je nikdy dokončená podzemní stanice původně na železnici Charing Cross, Euston & Hampstead Railway (CCE & HR), od roku 1937 součást londýnského metra, linky Northern Line. Stanice byla stavěna v lokalitě North End na pomezí parků Hampstead Heath a Golders Hill Park a nachází se mezi stanicemi Hampstead a Golders Green.

## Historie
Původní královská sankce (souhlas) pro výstavbu železnice CCE & HR byla poskytnuta v rámci zákona Charing Cross, Euston and Hampstead Railway Act z roku 1893, ale povolena byla výstavbu železnice nejdále na sever pouze do stanice Hampstead. Obtíže s financováním způsobily, že žádné práce do začátku 20. století nezačaly, a společnost CCE & HR koupil v roce 1900 syndikát pod vedením amerického finančníka Charlese Yerkese. Po nákupu společnosti byly plány revidovány a přidáno pokračování trasy za park Hampstead Heath směrem na Golders Green, kde by mohlo být postaveno depo a kde nezastavěné zemědělské pozemky nabízely příležitost pro rozvoj zástavby.
Nové návrhy se setkaly se silným odporem obyvatel Hampsteadu a pravidelných návštěvníků parku Hampstead Heath, kteří se obávali, že budování tunelů by škodlivě ovlivnilo ekologii parku Hampstead Heath. Metropolitní distrikt Hampstead také zpočátku vznášel námitky, ale nakonec ustoupil, a tak parlamentní souhlas na prodlouženou trasu byl udělen v zákonu Charing Cross, Euston and Hampstead Railway Act z roku 1903.
Jedna z podmínek pro výstavbu prodloužené trasy bylo vybudování mezilehlé stanice v lokalitě North End, která by byla umístěna zhruba na křižovatce ulic North End Road a Hampstead Way. Stanice měla sloužit nové obytné zástavbě, které se plánovala na pozemcích na sever od parku Hampstead Heath, ale významná sociální aktivistka Henrietta Barnettová iniciovala koupi těchto pozemků v roce 1904, aby na nich byl vytvořen místo zástavby park Hampstead Heath Extension.
Výstavba tunelů pro CCE & HR začala v roce 1903 a stavba stanice pokračovala do té míry, že byly vytěženy staniční tunely s větším průměrem a nástupišťové chodby pro cestující. Nicméně se ukázalo, že zrušení navrhované obytné zástavby by výrazně snížilo počet cestujících využívajících stanici.
Práce na výstavbě stanice skončily v roce 1906 ještě před započetím hloubení výtahových šachet a než začaly jakékoliv práce na povrchu. Provoz s cestujícími na CCE & HR začal na 22. června 1907, přičemž vlaky opuštěnou stanicí pouze projížděly. Nedokončená nástupiště a nástupišťové chodby pro cestující s přístupem ke kolejím zůstaly. Během druhé světové války byly tyto prostory použity k uložení tajných archivů přístupných pouze z plošin projíždějících služebních vlaků.
Během studené války byla vyhloubena šachta dolů do spodních chodeb a opuštěná stanice se stala součástí systému civilní obrany v londýnském metru. Díky tomu, že v tomto úseku byly tunely v celé síti nejhlouběji pod povrchem, to bylo ideální místo. Úlohou řídícího centra bylo ovládat nouzová povodňová stavidla instalovaná v síti metra na počátku druhé světové války. Během tohoto období byla budova na povchu maskována jako elektrická rozvodna prostřednictvím příslušného značení. Východy z nástupištních tunelů jsou nyní označeny jako nouzové únikové cesty ze systému metra a funkce nedokončené stanice je nyní veřejně přiznána.
Díky své poloze poblíž vrcholu kopce by byla stanice hluboká 221 stop (67 metrů), a tím nejhlubší v celé síti metra. Současná nejhlubší stanice je sousední Hampstead.
Alternativní název stanice pochází od nedaleké proslulé hospody The Bull and Bush (U býka a keře).